# Saint-Georges-sur-Meuse
Saint-Georges-sur-Meuse (nld. Sint-Joris-aan-de-Maas, wa. Sint-Djôr-so-Mouze) – miejscowość i gmina (commune) w Belgii, w Regionie Walońskim, w prowincji Liège, w okręgu Waremme. 1 stycznia 2024 roku liczyła 7230 mieszkańców.

## Podział administracyjny
W skład gminy nie wchodzi żadna dzielnica (section).